# Rotterdam Open 1977
Il Rotterdam Open 1977, conosciuto anche con il nome di ABN AMRO World Tennis Tournament 1977 per motivi di sponsorizzazione, è stato un torneo di tennis giocato sul sintetico indoor. È stata la 4ª edizione del Rotterdam Open e fa parte del World Championship Tennis 1977. Si è giocato all'Ahoy Rotterdam indoor sporting arena di Rotterdam in Olanda Meridionale, dal 21 al 27 marzo 1977.

## Campioni

### Singolare
Dick Stockton ha battuto in finale  Ilie Năstase con il punteggio di 2–6, 6–3, 6–3

### Doppio
Wojciech Fibak /  Tom Okker hanno battuto in finale  Vijay Amritraj /  Dick Stockton con il punteggio di 6–4, 6–4